# Hercus tibialis
Hercus tibialis là một loài tò vò trong họ Ichneumonidae.